# Bankia
Bankia fue un banco español con domicilio social en Valencia y sede operativa en Madrid fundado en 2011, en pleno proceso de reestructuración del sistema financiero en España. El 26 de marzo de 2021, se produjo su fusión por absorción por CaixaBank. A partir de entonces, la marca "CaixaBank" comenzó a sustituir a la marca "Bankia" hasta que, en junio de 2021, se culminó la unificación de ambas marcas.
Su matriz era BFA Tenedora de Acciones, creada en 2015 tras la transformación del Banco Financiero y de Ahorros (BFA) en dicho holding como consecuencia de la pérdida de la condición de entidad de crédito.
A 31 de diciembre de 2020, los activos de Bankia eran de 209.842 millones de euros siendo, por entonces, la quinta entidad financiera española por volumen de activos. Esa misma fecha, contaba con 2.127 oficinas y 15.950 empleados. En 2021, tenía 7,9 millones de clientes.
Cotizó en la Bolsa de Madrid (BKIA) y formó parte del IBEX 35.

## Historia

### Precedentes: Nacimiento de BFA
En un principio, estaba planeado que Bankia fuera tan solo la marca comercial bajo la cual operaría Banco Financiero y de Ahorros (BFA), un Sistema Institucional de Protección (SIP) (también conocido como fusión fría) surgido en 2010 de la fusión de los negocios bancarios de siete cajas de ahorros (Caja Madrid, Bancaja, La Caja de Canarias, Caja de Ávila, Caixa Laietana, Caja Segovia y Caja Rioja) pero participado principalmente, en un inicio, por las dos primeras. Esta operación dio lugar a una entidad que gestionaría conjuntamente unos 340.000 millones de euros de activos y que recibió un crédito del Fondo de Reestructuración Ordenada Bancaria (FROB) por 4465 millones. Una serie de cambios en la situación financiera de la entidad y el país llevarían a que finalmente Bankia se constituyera como una empresa independiente, filial de BFA, y no como una marca comercial.
Meses después del nacimiento de BFA, el Gobierno de España, sobre la base de los acuerdos bancarios de Basilea II, aprobó un plan que obligaba a los bancos a crear una reserva de capital, a modo de provisión, con el fin de que las entidades pudiesen defenderse ante un eventual problema. BFA no poseía suficiente liquidez para crear tal reserva de capital, por lo que sus gestores pensaron que la salida a bolsa del banco sería la mejor opción de captar el capital necesario de forma rápida.
Sin embargo, no parecía buena idea que BFA saliese a bolsa. La entidad estaba formada mayoritariamente de activos procedentes del sector del "ladrillo" y otros productos tóxicos como las preferentes (véanse los artículos Fraude de las preferentes en España y Caso de las preferentes en Bankia), por lo que en aquel momento, tras el estallido de la burbuja inmobiliaria en España, los estudios preveían un mal desarrollo en bolsa de la entidad bancaria.[cita requerida]

### Nacimiento de Bankia y salida a bolsa

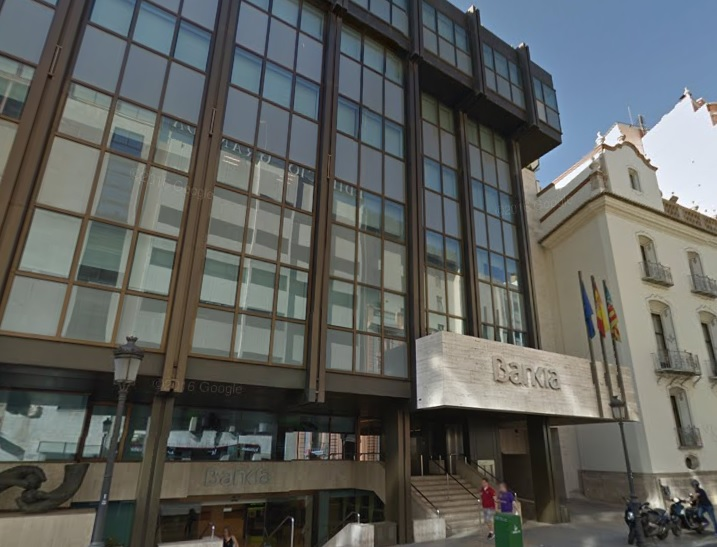
Antigua sede social de Bankia en Valencia.

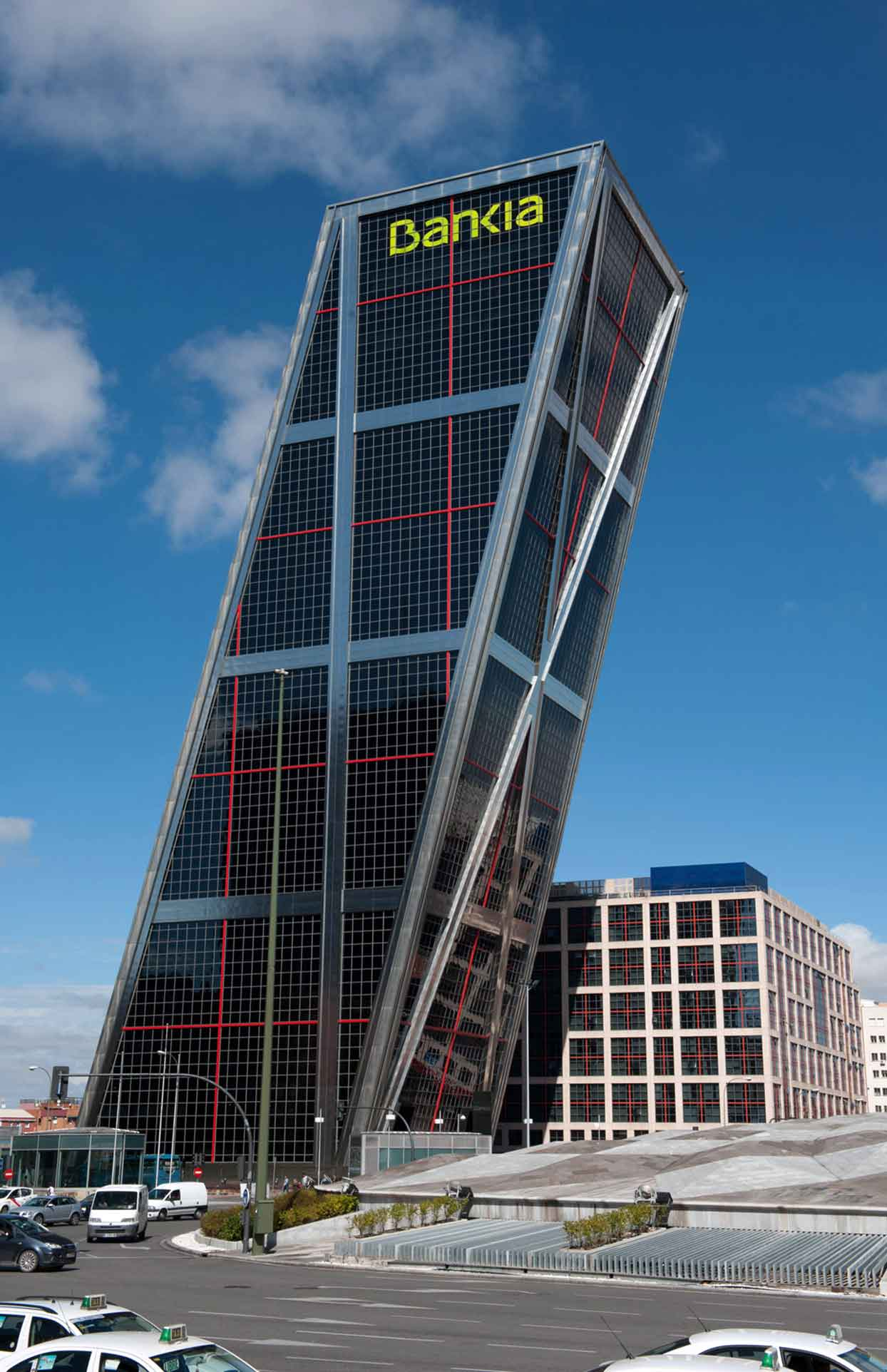
Puerta de Europa de Madrid. Fue la sede operativa de Bankia.

El Consejo de Administración de Banco Financiero y de Ahorros (BFA), presidido por Rodrigo Rato, ideó un sistema que permitiera sortear los problemas de sobreexposición al "ladrillo" y sacar a bolsa la entidad. Se decidió que sería Bankia y no BFA la que gestionaría el negocio bancario de los clientes minoristas. BFA segregó todos los activos bancarios (clientes, oficinas, depósitos, capital,...) que había heredado de las cajas de ahorros en Bankia. Sin embargo, BFA se quedó con los activos considerados 'tóxicos', es decir, las empresas inmobiliarias y las sociedades de participaciones preferentes.
El 5 de abril de 2011, BFA acordó la aprobación de un "Proyecto de Segregación" para la aportación por BFA a Altae Banco, S.A. - sociedad que cambiaría su denominación social por la de Bankia, S.A. y que sería objeto de la operación de salida a bolsa - de los negocios bancarios y financieros que recibiría BFA de las siete cajas de ahorros mencionadas en virtud de las segregaciones ya aprobadas. BFA transmitió todo el negocio bancario, las participaciones asociadas al negocio financiero y el resto de activos y pasivos que recibió de las cajas, excluyendo determinados activos y pasivos que seguirían siendo titularidad de BFA.
El 16 de mayo de 2011, se otorgó la escritura pública correspondiente a dicha segregación.
El 17 de mayo de 2011, Altae Banco, S.A. (del cual Caja Madrid era hasta ese momento accionista último mayoritario) adoptó la denominación de Bankia, S.A.
En el reparto de activos antes de la salida a bolsa de Bankia, BFA se quedó con las participaciones en Iberdrola y Mapfre.
El 20 de julio de 2011 salió a bolsa el 55% de Bankia (El 45% restante se mantenía en manos de BFA), a un precio de 3,75 euros por acción, por el cual captó 3.092 millones de euros. La salida a bolsa de la entidad estuvo reforzada por una gran campaña publicitaria en los medios de comunicación en la que Bankia animaba a sus propios clientes minoristas a comprar acciones desde 1000€.
Con la apelación a los mercados de capitales, Bankia cubrió los requerimientos de capital mínimo establecidos por el Real Decreto Ley para el Reforzamiento del Sector Financiero. Tras la OPS, su Core Tier 1 se situó en el 9,9%.
Bankia fue incluida en los índices MSCI Global Standard de Morgan Stanley Capital International y el 3 de octubre de 2011 ocupó el decimocuarto puesto en el selectivo español IBEX 35, siendo la cuarta entidad financiera por capitalización.
Bankia, además de su salida a bolsa, tomó diferentes medidas para fortalecer su capital, como aprovisionar 9200 millones de euros en 2010 para reforzar el balance.

### Rescate financiero y nacionalización
El 7 de mayo de 2012, se publicó la noticia de una nueva inyección de capital por el FROB de una cuantía de hasta 10.000 millones de euros. Ese mismo día, el hasta entonces presidente de Bankia, Rodrigo Rato, presentó su renuncia por "estimar que es lo más conveniente para esta entidad", considerada como clave para la reestructuración del sistema financiero español. Rato añadió que propondría al consejo de la entidad la designación de José Ignacio Goirigolzarri como consejero y futuro presidente del grupo.
El 9 de mayo de 2012, se produjo la nacionalización del Banco Financiero y de Ahorros (BFA), matriz de Bankia. El Estado se quedó con todo el capital de BFA y, en consecuencia, se convirtió en dueño del 45% de Bankia. El Consejo de Bankia y de BFA nombró presidente a José Ignacio Goirigolzarri, en sustitución de Rato. Esta nacionalización fue la consecuencia de convertir en capital los 4465 millones de euros de participaciones preferentes.
A primera hora del viernes 25 de mayo, la CNMV suspendió la cotización de las acciones de Bankia a petición de la propia entidad (el día anterior había cerrado a 1,57 euros, menos de la mitad del precio de salida que fueron 3,75 euros por acción, el 20 de julio de 2011). Por la tarde, se reunió el Consejo de Administración de Bankia que decidió pedir una inyección de 19.000 millones de euros de dinero público para BFA, matriz de Bankia (de los que 12.000 serán para esta entidad), una cifra que desbordó todas las previsiones y que la convirtió en el mayor rescate financiero de la historia de España y uno de los mayores de Europa (y que sumada a los 4.465 millones ya concedidos, arrojaba un total de 23.465 millones de fondos públicos). A continuación el Consejo de administración de Bankia dimitió en bloque.
El lunes 28 de mayo, las acciones de Bankia perdieron un 13,4 % de su valor, situándose en 1,36 euros (habiendo perdido ya un 60 % de su valor respecto al de salida en julio de 2011). El IBEX 35 cayó un 2,17 % (situándose en el nivel que tenía en mayo de 2003), arrastrado por las pérdidas de los bancos, y la prima de riesgo se disparó hasta alcanzar su máximo histórico desde la entrada en el euro, 511 puntos básicos. A mediodía compareció en rueda de prensa el presidente Mariano Rajoy para anunciar que no "iba a haber ningún rescate de la banca española" y para descartar la exigencia de responsabilidades por la crisis de Bankia. Poco después el líder de la oposición, el socialista Alfredo Pérez Rubalcaba pidió explicaciones ("¿Cómo se ha pasado de 4.500 millones para Bankia a 23.000?", se pregunta) y exigió la comparecencia en el Congreso de los Diputados de los gestores de la entidad y de sus antecesoras Bancaja y Caja de Madrid, de Rodrigo Rato, Miguel Blesa y José Luis Olivas, aunque no pidió la creación de una comisión de investigación.
A última hora de la tarde del lunes 28, el Consejo de Administración de BFA, matriz de Bankia, anunció que tras reformular las cuentas de 2011, que en el momento de su publicación arrojaban beneficios, el banco tuvo unas pérdidas de 3318 millones de euros, las mayores de la historia española, solo por detrás de los 3510 millones declarados por Banesto tras su intervención en 1993. Además, en las nuevas cuentas del banco se reconocía que el volumen de activos tóxicos (créditos morosos, créditos subestándar o en riesgo de impago, e inmuebles que se ha quedado la entidad por impago de créditos) provenientes del "ladrillo" (tanto del sector constructor como del promotor) pasaba de 31.800 millones a superar los 40 000 millones de euros, más del doble que cualquier otra entidad financiera española. Según el Consejo las diferencias entre las nuevas cifras y las dadas a conocer anteriormente «eran resultado de circunstancias sobrevenidas e información obtenida con posterioridad al cierre del ejercicio».
El crédito que inicialmente hizo el FROB a BFA por 4465 millones de euros en el momento de su formación era imposible de pagar, por lo que el Estado, según el plan de emergencia propuesto cuando se formalizó el crédito, convirtió ese crédito en acciones del FROB en BFA, y adicionalmente aportó otros 19 000 millones de euros más, el mayor rescate de una entidad financiera española, por lo cual el FROB nacionalizó el 100 % de BFA y se quedó como el único propietario de la entidad. Al poseer entonces BFA el 45 % de Bankia (El resto era propiedad de los inversores privados que aportaron capital durante la salida a bolsa), el Estado se convirtió en el accionista mayoritario de esta entidad.
El 9 de junio de 2012, el ministro de Economía Luis de Guindos anunció que España había solicitado y obtenido de la Unión Europea un rescate de hasta 100 000 millones de euros que el Estado utilizaría para sanear el sistema financiero español, especialmente Bankia, a través del FROB. El presidente del Gobierno Mariano Rajoy en su comparecencia del mediodía del día siguiente evitó el término rescate y habló de "línea de crédito" y de éxito de su política ("hemos evitado el rescate de España", llegó a decir).
El 27 de junio de 2012, fuentes del Consejo de Administración del grupo de BFA-Bankia dieron a conocer la tasación realizada de cara a la nacionalización, según la cual el grupo no valía nada. Peor aún, que su valoración era negativa, de -13 635 millones de euros. La consecuencia fue que los 4465 millones aportados por el Estado, al convertirse de participaciones preferentes en acciones del BFA, se tradujeron en la nacionalización del 100 % de la matriz e, indirectamente, del 45 % de Bankia. Ante esta situación el Consejo de Administración de BFA dimitió en bloque. Por otro lado, las siete cajas de ahorros que crearon BFA se quedaron sin ningún patrimonio en la entidad, lo que las dejó sin dividendos futuros que usar para la obra social, y sin activos más allá de los de la obra social que quedaron al margen de la integración. Ese día las acciones de Bankia cotizaron a 0,90 euros.

### Reestructuración
El 2 de enero de 2013, Bankia fue excluida del IBEX 35 por las especiales circunstancias que atravesaba como consecuencia de la recapitalización aprobada por el FROB, que incluía varias operaciones que afectaban a sus títulos. El FROB cuantificó en 4148 millones el valor patrimonial negativo de Bankia y en 10 444 millones el de su matriz, Banco Financiero y de Ahorros (BFA). La entidad abandonó el IBEX con pérdidas de casi el 90 %.
En la primera mitad de 2013, BFA-Bankia efectuó un proceso de recapitalización, con medidas como una reducción del valor nominal de los títulos, un contrasplit, la amortización de los bonos convertibles contingentes emitidos por Bankia y suscritos por BFA y el canje de instrumentos híbridos por acciones.
En primer lugar, el valor nominal de las acciones de Bankia pasó de 2 euros a 0,01 euros. Posteriormente, se produjo la agrupación de acciones en una proporción de 100 a 1 (contrasplit). A continuación, se llevaron a cabo de manera simultánea dos ampliaciones de capital por un importe total de 15.540 millones de euros.
La primera, para sustituir la emisión de bonos convertibles contingentes por una ampliación de capital de 10 700 millones realizada por Bankia y suscrita por BFA. Esta ampliación se hizo con derecho de suscripción preferente para los actuales accionistas de Bankia y estuvo íntegramente asegurada por BFA.
La segunda, mediante el canje de instrumentos híbridos por acciones de Bankia por un importe estimado de 4840 millones de euros. El canje fue obligatorio e independiente del proceso de arbitraje para tenedores de híbridos.
Tras estas ampliaciones de capital, BFA aumentó su participación en Bankia desde el 48,05 al 68,39 %.
Finalmente, la inyección total en BFA-Bankia fue de 22 424 millones de euros: los 4465 millones recibidos en 2010, y los 17 959 millones del rescate europeo, divididos en 4500 de anticipo inyectados en septiembre de 2012 y 13 459 con que se completó dicho rescate a principios de 2013. De esos 22.424 millones de euros, Bankia recibió 15.638 millones.
Este proceso de recapitalización originó una fuerte volatilidad en las acciones de Bankia y pospuso la vuelta de la entidad al IBEX 35 hasta que se normalizara su negociación.
El 24 de junio de 2013, se produjo la fusión por absorción entre Bankia (sociedad absorbente) y Bankia Banca Privada (filial de Bankia).
El 3 de septiembre de 2013, cerró la venta por diez años y "en exclusiva" de su negocio de gestión y comercialización de los activos inmobiliarios y préstamos promotor al fondo estadounidense Cerberus. El precio se estimó en entre 40 y 90 millones de euros, dependiendo del "grado de cumplimiento del plan de negocio" de la inmobiliaria.
El 23 de diciembre de 2013, Bankia volvió al IBEX 35 tras permanecer un año excluida.

### Integración de Banco Mare Nostrum (BMN)
El 28 de febrero de 2014, el FROB, que controlaba el 68,395 % del capital de Bankia a través de BFA, matriz de la entidad, vendió un 7,5% de Bankia a grandes fondos de inversión recaudando 1304 millones de euros.
En septiembre de 2014, BFA-Bankia sumaba ingresos de casi 5000 millones por venta de participadas, con plusvalías de más de 1000 millones de euros.
El 7 de julio de 2015, Bankia pagó su primer dividendo de la historia, 1,75 céntimos de euro por acción, siendo el Estado el principal benefactor de dicho reparto con 128 millones de euros, a través de BFA.
El 16 de octubre de 2015, Bankia ejecutó la venta del 100 % de la filial City National Bank of Florida (CNB) al chileno Banco de Crédito e Inversiones (BCI), con una plusvalía neta de 117 millones de euros. Dicha venta se produjo tras la luz verde de las autoridades, incluida la Reserva Federal de Estados Unidos. El acuerdo se había alcanzado el 24 de mayo de 2013 por un importe de 882 millones de dólares (685 millones de euros al tipo de cambio de entonces).
El 2 de diciembre de 2016, el Consejo de Ministros aprobó alargar en dos años el límite para privatizar Bankia hasta finales de 2019.
El 15 de marzo de 2017, el FROB optó por la integración de Bankia y Banco Mare Nostrum (BMN) “como estrategia más adecuada para optimizar la recuperación de ayudas públicas”. Se estimó que Bankia pagaría entre 1500 y 1600 millones por Banco Mare Nostrum.
El 5 de junio de 2017, se ejecutó un 'contrasplit' de acciones en una proporción de cuatro antiguos por uno nuevo, con el objetivo de "dar más liquidez a la acción y reducir la volatilidad".
El 26 de junio de 2017, los consejos de administración de Bankia y de Banco Mare Nostrum (BMN) aprobaron el proyecto común de fusión, siendo BMN la entidad absorbida por unos 825 millones de euros. La relación de canje se estableció en una acción ordinaria de Bankia por cada 7,82987 de BMN. Una vez que se realizara la integración, los accionistas de BMN recibirían en su conjunto un 6,67 % del capital final.
El 14 de septiembre de 2017, las juntas generales de accionistas de Bankia y de Banco Mare Nostrum (BMN) aprobaron dicho proyecto de fusión.
El 12 de diciembre de 2017, se produjo la venta por parte del Estado de un 7 % del capital de Bankia por 818,3 millones de euros, pasando de tener el 67,6 % del capital al 60,6 %.
El 28 de diciembre de 2017, tuvo lugar la toma de control efectivo de Banco Mare Nostrum (BMN) por parte de Bankia. El 8 de enero de 2018, tuvo lugar la inscripción de la escritura de la fusión por absorción de Banco Mare Nostrum por Bankia. Como consecuencia, los accionistas de Banco Mare Nostrum (entre ellos, Fundación Cajamurcia, Fundació Pinnae, Fundación Cajagranada y Sa Nostra) pasaron a convertirse en accionistas de Bankia. El 19 de marzo de 2018, se produjo la integración tecnológica de Banco Mare Nostrum (BMN) en Bankia. Tras ello, todas las oficinas de Banco Mare Nostrum pasaron a operar con la imagen de Bankia.
El 27 de abril de 2018, Bankia concentró todos sus activos inmobiliarios en manos de Haya Real Estate, sociedad propiedad del fondo estadounidense de capital riesgo Cerberus que fue creada en octubre de 2013 tras adquirir la firma dedicada a la gestión de ese tipo de activos de la entidad, Bankia Habitat. Dichos activos suponían unos 5.400 millones de euros.
El 17 de diciembre de 2018, Bankia anunció el traspaso de dos carteras de créditos de dudoso cobro de 3070 millones de euros al fondo estadounidense Lone Star. Los activos inmobiliarios quedarían en una sociedad conjunta en la que Bankia tendría el 20 % del capital, mientras que Lone Star se quedaría el 80 % restante. Los hipotecarios, de su parte, irían a un fondo controlado al 100 % por Lone Star. Dicha operación se completó el 26 de julio de 2019 con un valor conjunto de 2703 millones de euros.
El 21 de diciembre de 2018, el Consejo de Ministros aprobó prorrogar dos años más el plazo para privatizar Bankia, quedando este a finales de 2021.

### Integración en CaixaBank
El 3 de septiembre de 2020, se anunció que CaixaBank y Bankia estudiaban su fusión para crear el mayor banco en España. El Estado pasaría de poseer el 61,8 % de Bankia, a tener el 14 % de la "nueva" entidad fusionada, cuyo principal accionista sería la Fundación "la Caixa", que tendría en torno a un 30 %. La operación debía contar con el visto bueno del Gobierno ya que el FROB, a través del cual el Estado poseía la participación en Bankia, dependía de la vicepresidenta tercera y ministra de Asuntos Económicos, Nadia Calviño.
El 17 de septiembre de 2020, los consejos de administración de ambas entidades aprobaron la fusión. La ecuación de canje de las acciones fue de 0,6845 acciones de CaixaBank de nueva emisión por cada acción de Bankia. Los accionistas de CaixaBank, que emitió 2080 millones de acciones de nueva emisión, tendrían el 74,2% del "nuevo" banco, y los de Bankia el 25,8 % restante. Así, después de la fusión, Criteria Caixa pasó a ser el primer accionista del banco al tener una participación de alrededor del 30 %. Por su parte, el FROB fue el segundo accionista con el 15,6 %. José Ignacio Goirigolzarri sería el presidente ejecutivo con funciones limitadas y Gonzalo Gortázar el primer ejecutivo, con cargo de consejero delegado. La sede social estaría en Valencia, mientras la entidad mantendrá una doble sede operativa en Barcelona y Madrid. La entidad superaría los 664 000 millones en activos totales, un volumen que le convertiría en el banco de mayor tamaño del mercado doméstico, con una posición relevante a nivel europeo, una capitalización bursátil superior a los 16 000 millones de euros y más de 20 millones de clientes.
El 23 de octubre de 2020, el FROB dio su visto bueno a la fusión.
El 1 de diciembre de 2020, los accionistas de Bankia aprobaron la fusión; y el 3 de diciembre, lo hicieron los de CaixaBank.
El 23 de marzo de 2021, la Comisión Nacional de los Mercados y la Competencia (CNMC) dio luz verde a la fusión por absorción de Bankia por CaixaBank. La entidad resultante tendría activos por importe superior a los 650 000 millones de euros, unas 6600 sucursales y una plantilla superior a los 51 000 empleados. El 26 de marzo, se inscribió la escritura de fusión en el Registro Mercantil de Valencia, las acciones de Bankia dejaron de cotizar y el 29 de marzo empezaron a cotizar las nuevas acciones de CaixaBank que recibirían los propietarios de la ya extinta entidad nacionalizada. Finalmente, tras la operación, la Fundación "la Caixa" (a través de Criteria Caixa) pasó a tener un 30,012 de CaixaBank y el FROB un 16,117 %.
A partir de entonces, la marca "CaixaBank" comenzó a sustituir a la marca "Bankia" hasta que, en junio de 2021, se culminó la unificación de ambas marcas.
El 14 de noviembre de 2021, CaixaBank culminó la integración tecnológica y operativa de Bankia.

## Accionariado
A 31 de diciembre de 2020, el principal accionista de Bankia era BFA Tenedora de Acciones (controlado al 100% por el FROB) con un 61,83% del capital.

## Red de oficinas
A 31 de diciembre de 2020, Bankia contaba con 2.127 oficinas así como con 15.950 empleados (15.942 en España y 8 en el extranjero).

## Patrocinios

### Patrocinios culturales
- Orquesta Sinfónica de Bankia: Agrupación profesional conformada por jóvenes músicos que han finalizado su carrera formativa sin haber recalado aún en una orquesta estable.
- Bankia Escolta València: Bankia prestaba apoyo económico a la promoción de la actividad musical y de la educación en la Comunidad Valenciana a través de la firma de acuerdos con la Generalitat Valenciana, CulturArts y la Federación de Sociedades Musicales de la Comunidad Valenciana (FSMCV).
- Gran Teatro Bankia Príncipe Pío: La marca Bankia estaba presente en el espacio artístico ubicado en el edificio principal de la antigua estación de ferrocarril de Príncipe Pío, en Madrid, al que daba nombre.
- Feria del Libro de Madrid: Bankia fue el patrocinador oficial[¿cuándo?] de la Feria del Libro de Madrid, uno de los principales eventos del sector del libro en España, que se celebra en el parque de El Retiro.

### Patrocinios empresariales
Bankia patrocinó ferias como Fenavin, Fuit Attraction y ExpOliva. También foros y jornadas como Forinvest, Manager Business Forum, ADN Pymes, Spain Startup South Summit, eFintech Show, Congreso Nacional de Innovación y CEO Congress.
Además, patrocinó los premios Éxito Empresarial, Premio In4Bankia, Premios Competitividad Digital, Premios Innobankia, Premios Tu Economía, Premios Comprendedor, Premios Andaluces del Futuro, Premios Talento Joven y las jornadas Bankia Forward.

### Patrocinios deportivos
Bankia respaldaba las escuelas deportivas, las canteras y las escuelas de formación de distintos clubes deportivos. La entidad fue patrocinadora del Club de Baloncesto Gran Canaria, Valencia Basket, Club de baloncesto Óbila, CB Estudiantes, CB Granada, Joventut de Badalona, TAU Castellón, UCAM Murcia, CB B The Travel Brand Mallorca, Club El Pozo fútbol sala, cantera de rugby Bathco-Fusodeba y Rubgy Pozuelo. Bankia también patrocinaba la escuela de esquí adaptado de Sierra Nevada
La Liga Bankia, anteriormente conocida como Circuit Bancaixa, fue la liga de escala i corda profesional. En ella se enfrentaban diversos equipos de dos o tres jugadores.

## Críticas y controversias
La entidad, al igual que otras entidades financieras, fue criticada por las políticas llevadas a cabo durante la crisis económica y financiera española. Entre ellas:
- Sueldos de directivos. Miembros del Gobierno y la oposición criticaron los elevados sueldos de los antiguos directivos de Bankia (10,5 millones de euros entre el presidente, el vicepresidente y el consejero delegado).[60][61]
- Comisiones. Ha sido criticada por su política de aumento de las comisiones, particularmente el cobro de una comisión si se tiene un saldo medio en la cuenta que no supere los 2000 euros. Esta comisión era de 2 euros al mes en 2011.[62][63][64]
- Abuso a pequeños ahorradores. Los gestores de Bankia pensaron salir a bolsa, para captar capitales de pequeños ahorradores poco informados y que en muchas ocasiones carecían de los conocimientos suficientes para juzgar objetivamente los riesgos de la inversión. Los empleados de banca de la entidad recibieron instrucciones para sugerir fuertemente a muchos ahorradores con depósitos en la entidad la compra de acciones. Se documentó que ahorradores con nivel ínfimo de estudios, personas ciegas o con Alzheimer recibieron el consejo de comprar acciones y que las ventajas y desventajas no fueron convenientemente precisadas por los empleados a dichos ahorradores. Bankia ha sido condenada judicialmente por estos abusos.[65] En enero de 2016, el Tribunal Supremo anuló la adquisición de acciones de Bankia con ocasión de la oferta pública de 2011 porque hubo error en el consentimiento al existir desfase entre las cifras del folleto que lo anunciaba y las reales. La Sala de lo Civil del alto tribunal obligará a la entidad a devolver el dinero de dos suscriptores de su oferta pública de acciones y abrió la vía a miles de nuevas reclamaciones.[66] Días más tarde, la entidad presentó un programa para que los pequeños accionistas que invirtieron en la salida a bolsa recuperen su dinero.[67]
- Crítica de la presidenta argentina. En un discurso del 29 de mayo de 2012, la presidenta de Argentina, Cristina Fernández de Kirchner, criticó al expresidente del Fondo Monetario Internacional, Rodrigo Rato, en su relación con la quiebra de Bankia:

"Pensar que nos daba (Rodrigo Rato) lecciones a todos sobre cómo teníamos que administrar las finanzas. Y pensar que muchos acá aplaudían las críticas a la Argentina y se ponían de su lado. (...) Nos dirigió parrafadas memorables a Argentina y a su modelo de crecimiento a partir de 2003, críticas furibundas. Esto de que un ex director del FMI haya fundido un banco, y daba lecciones a todos los demás sobre cómo teníamos que administrar las finanzas y el país, es notable."

### Caso Bankia
El Caso Bankia hace referencia al procedimiento penal seguido por el Juzgado Central de Instrucción n.º 4 de la Audiencia Nacional (Diligencias Previas n.º 59/2012) donde se investiga a exconsejeros de Bankia. El 6 de junio de 2012, se publicó que el Fiscal del Estado ordenó examinar el proceso de fusión de las siete cajas y la salida a bolsa de la entidad nacionalizada.

### Caso de las preferentes en Bankia
El caso de las preferentes es una pieza separada del Caso Bankia -entidad bancaria española-. La emisión de acciones preferentes por la entidad Caja Madrid -antecesora de Bankia- con posible falta de transparencia, venta exclusiva a particulares podría constituir una de las mayores estafas bancarias de la historia financiera española. La emisión de preferentes se produjo en muchas de las cajas de ahorros de España.

### Caso de las Tarjetas opacas
El caso de las tarjetas opacas o tarjetas black fue un escándalo que saltó a la luz en octubre de 2014, por el cual se desveló que la práctica totalidad de los consejeros de Caja Madrid (y posteriormente Bankia) durante al menos las presidencias de Miguel Blesa y Rodrigo Rato, habían dispuesto de una tarjeta de crédito del tipo "Visa Black" otorgada por la entidad con la que habían llevado a cabo durante años cargos personales valorados en cientos de miles de euros con cargo a las cuentas de la caja de ahorros, y presumiblemente, sin declarar a Hacienda ninguno de ellos. Las tarjetas Visa de la serie Black son el producto más lujoso que oferta la firma y están diseñadas para fortunas multimillonarias.

### Trabajadores y despidos
Bankia incorporó a su plantilla a los más de 21 000 empleados de las siete cajas fundadoras de BFA y puso en marcha un plan de reducción de empleo, mediante el cual se pretendía reducir en 3756 puestos de trabajo y cerrar 600 oficinas.
Debido al plan de recapitalización de Bankia aprobado por la Comisión Europea, Bankia debía reducir su plantilla en un 28 %, lo que significa recortar casi 6000 puestos de trabajo, dado que el número de trabajadores tenía que bajar de los 20 589 empleados que tenía en noviembre de 2012 a 14 500 en 2015. Entre 2012 y 2013 también se rescindieron contratos con agentes financieros de la antigua red comercial de Bancaja (convertida después en la supuesta Red Agencial Propia de Bankia) sin indemnización.
En noviembre de 2014, 8200 trabajadores (un 35 % de la plantilla inicial) ya había sido despedido.